# جاوید تقی‌اف (بوکسور)
جاوید تقی‌اف (ترکی آذربایجانی: Cavid Tağıyev؛ زادهٔ ۶ اکتبر ۱۹۸۱) ورزشکار بوکس اهل جمهوری آذربایجان است.
وی در مسابقات کشوری و بین‌المللی در مجموع برندهٔ ۱ مدال برنز شده‌است.